# Werner Kogler
Werner Kogler (Hartberg, 1961. november 20. –) osztrák politikus, 2020 és 2024 között Ausztria alkancellárja, 2020 és 2025 között pedig közszolgálati, sport-, művészeti és kulturális minisztere. 2017 és 2025 kőzőtt az Osztrák Zöld Párt országos szóvivője.

## Politikai karrier
1999 és 2017 között a Nemzeti Tanács (Nationalrat) képviselője volt.
2010-ben filibuster-rekordos lett. December 16-án 13:18-kor kezdte a felszólalását a Nemzeti Tanácsban, melyet pontoson hajnali 2 órakor fejezett be, azaz 12 óra 42 percen keresztül beszélt.